# Sant Jòrge de la Crotz
Saint-Georges-de-Mons és un municipi francès situat al departament del Puèi Domat i a la regió d'Alvèrnia-Roine-Alps. L'any 2007 tenia 2.187 habitants.

## Demografia

### Població
El 2007 la població de fet de Saint-Georges-de-Mons era de 2.187 persones. Hi havia 932 famílies de les quals 268 eren unipersonals (136 homes vivint sols i 132 dones vivint soles), 308 parelles sense fills, 264 parelles amb fills i 92 famílies monoparentals amb fills.
La població ha evolucionat segons el següent gràfic:
Habitants censats

### Habitatges
El 2007 hi havia 1.121 habitatges, 945 eren l'habitatge principal de la família, 90 eren segones residències i 86 estaven desocupats. 948 eren cases i 157 eren apartaments. Dels 945 habitatges principals, 601 estaven ocupats pels seus propietaris, 321 estaven llogats i ocupats pels llogaters i 23 estaven cedits a títol gratuït; 5 tenien una cambra, 46 en tenien dues, 151 en tenien tres, 311 en tenien quatre i 432 en tenien cinc o més. 737 habitatges disposaven pel capbaix d'una plaça de pàrquing. A 410 habitatges hi havia un automòbil i a 435 n'hi havia dos o més.

### Piràmide de població
La piràmide de població per edats i sexe el 2009 era:
| Homes | Edats   | Dones |
| ----- | ------- | ----- |
| 0     | 95 o +  | 0     |
| 4     | 90 a 94 | 4     |
| 8     | 85 a 89 | 32    |
| 20    | 80 a 84 | 8     |
| 76    | 75 a 79 | 76    |
| 56    | 70 a 74 | 52    |
| 52    | 65 a 69 | 68    |
| 84    | 60 a 64 | 72    |
| 52    | 55 a 59 | 64    |
| 88    | 50 a 54 | 36    |
| 124   | 45 a 49 | 84    |
| 92    | 40 a 44 | 100   |
| 44    | 35 a 39 | 72    |
| 64    | 30 a 34 | 56    |
| 36    | 25 a 29 | 48    |
| 56    | 20 a 24 | 68    |
| 104   | 15 a 19 | 92    |
| 64    | 10 a 14 | 88    |
| 56    | 5 a 9   | 64    |
| 44    | 0 a 4   | 52    |

## Economia
El 2007 la població en edat de treballar era de 1.356 persones, 945 eren actives i 411 eren inactives. De les 945 persones actives 865 estaven ocupades (493 homes i 372 dones) i 80 estaven aturades (25 homes i 55 dones). De les 411 persones inactives 160 estaven jubilades, 94 estaven estudiant i 157 estaven classificades com a «altres inactius».

### Ingressos
El 2009 a Saint-Georges-de-Mons hi havia 949 unitats fiscals que integraven 2.168,5 persones, la mediana anual d'ingressos fiscals per persona era de 16.837 €.

### Activitats econòmiques
Dels 82 establiments que hi havia el 2007, 1 era d'una empresa alimentària, 4 d'empreses de fabricació de material elèctric, 1 d'una empresa de fabricació d'altres productes industrials, 14 d'empreses de construcció, 19 d'empreses de comerç i reparació d'automòbils, 4 d'empreses de transport, 10 d'empreses d'hostatgeria i restauració, 8 d'empreses financeres, 2 d'empreses immobiliàries, 5 d'empreses de serveis, 8 d'entitats de l'administració pública i 6 d'empreses classificades com a «altres activitats de serveis».
Dels 25 establiments de servei als particulars que hi havia el 2009, 1 era una oficina de correu, 2 oficines bancàries, 1 taller de reparació d'automòbils i de material agrícola, 2 paletes, 2 guixaires pintors, 5 fusteries, 1 lampisteria, 3 electricistes, 4 perruqueries, 3 restaurants i 1 agència immobiliària.
Dels 12 establiments comercials que hi havia el 2009, 1 era un supermercat, 1 una gran superfície de material de bricolatge, 1 una botiga de menys de 120 m², 2 fleques, 2 carnisseries, 2 botigues de roba, 1 una botiga d'electrodomèstics, 1 una joieria i 1 una floristeria.
L'any 2000 a Saint-Georges-de-Mons hi havia 40 explotacions agrícoles que ocupaven un total de 1.008 hectàrees.

## Equipaments sanitaris i escolars
L'únic equipament sanitari que hi havia el 2009 era una farmàcia.
El 2009 hi havia 1 escola maternal i 1 escola elemental.

## Poblacions més properes
El següent diagrama mostra les poblacions més properes.